# پریستون سیتی (کنتیکت)
پریستون سیتی (به انگلیسی: Preston City) یک منطقهٔ مسکونی در ایالات متحده آمریکا است که در کنتیکت واقع شده‌است.